# Dictamnia rugosa
Dictamnia rugosa là một loài bọ cánh cứng trong họ Cerambycidae.